# Courcelles-sur-Viosne
Courcelles-sur-Viosne é uma comuna francesa na região administrativa da Ilha de França, no departamento do Vale do Oise. Estende-se por uma área de 3.61 km². Em 2010 a comuna tinha 281 habitantes (densidade: 77,8 hab./km²).